# Branch County
Branch County ist ein County im Bundesstaat Michigan der Vereinigten Staaten. Der Verwaltungssitz (County Seat) ist Coldwater. Das U.S. Census Bureau hat bei der Volkszählung 2020 eine Einwohnerzahl von 44.862 ermittelt.

## Geographie
Das County liegt im Süden der Unteren Halbinsel von Michigan, grenzt an Indiana und hat eine Fläche von 1345 Quadratkilometern, wovon 31 Quadratkilometer Wasserfläche sind. Es grenzt im Uhrzeigersinn an folgende Countys: Calhoun County, Hillsdale County und St. Joseph County.

## Geschichte
Branch County wurde 1829 als Original-County aus freiem Territorium gebildet. Benannt wurde es nach John Branch, einem US-amerikanischen Kriegsminister. Das County gehört zu den so genannten Cabinet Countys, da es wie einige andere nach einem Mitglied des Kabinetts von US-Präsident Andrew Jackson benannt wurde.
14 Bauwerke und Stätten des Countys sind im National Register of Historic Places eingetragen (Stand 18. November 2017).

## Demografische Daten

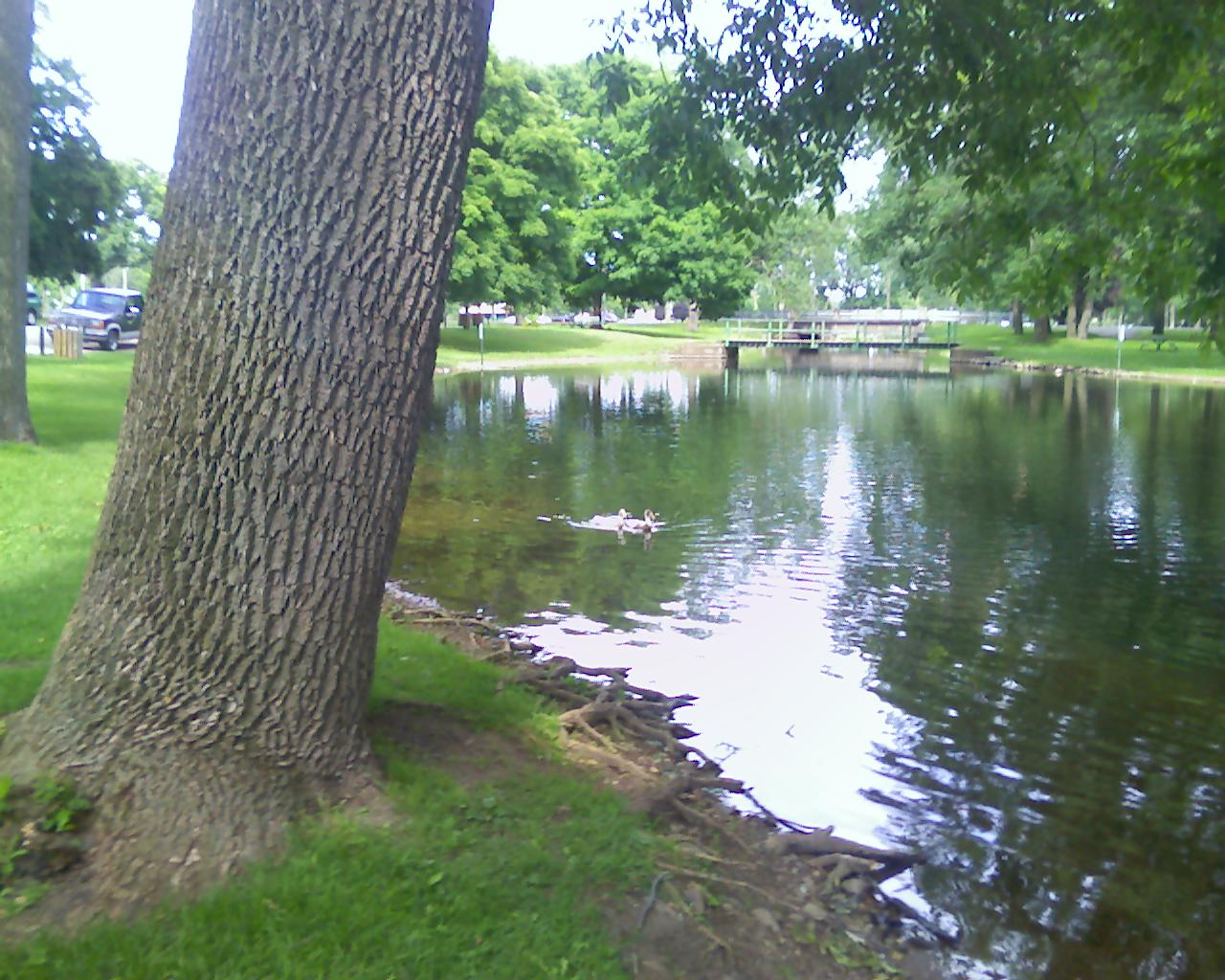
Der Waterworks Park

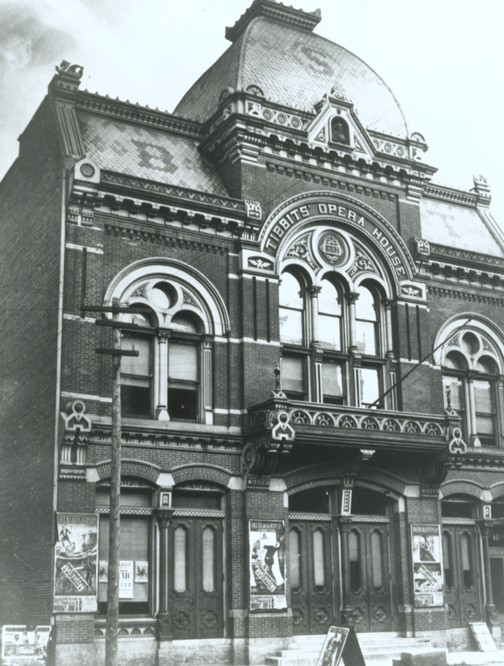
Das Tibbits Opera House

Nach der Volkszählung im Jahr 2000 lebten im Branch County 45.787 Menschen in 16.349 Haushalten und 11.575 Familien. Die Bevölkerungsdichte betrug 35 Einwohner pro Quadratkilometer. Ethnisch betrachtet setzte sich die Bevölkerung zusammen aus 93,37 Prozent Weißen, 2,63 Prozent Afroamerikanern, 0,47 Prozent amerikanischen Ureinwohnern, 0,42 Prozent Asiaten, 0,02 Prozent Bewohnern aus dem pazifischen Inselraum und 1,39 Prozent aus anderen ethnischen Gruppen; 1,69 Prozent stammten von zwei oder mehr Ethnien ab. 2,98 Prozent der Bevölkerung waren spanischer oder lateinamerikanischer Abstammung.
Von den 16.349 Haushalten hatten 33,2 Prozent Kinder unter 18 Jahren, die bei ihnen lebten. 56,0 Prozent waren verheiratete, zusammenlebende Paare, 9,9 Prozent waren allein erziehende Mütter und 29,2 Prozent waren keine Familien. 24,2 Prozent waren Singlehaushalte und in 10,4 Prozent lebten Menschen im Alter von 65 Jahren oder darüber. Die Durchschnittshaushaltsgröße betrug 2,61 und die durchschnittliche Familiengröße lag bei 3,08 Personen.
25,5 Prozent der Bevölkerung waren unter 18 Jahre alt. 8,4 Prozent zwischen 18 und 24 Jahre, 29,8 Prozent zwischen 25 und 44 Jahre, 23,1 Prozent zwischen 45 und 64 Jahre und 13,1 Prozent waren 65 Jahre oder älter. Das Durchschnittsalter betrug 37 Jahre. Auf 100 weibliche Personen kamen 102,5 männliche Personen. Auf 100 Frauen im Alter von 18 Jahren und darüber kamen statistisch 101 Männer.
Das jährliche Durchschnittseinkommen eines Haushalts betrug 38.760 USD, das Durchschnittseinkommen einer Familie 44.777 USD. Männer hatten ein Durchschnittseinkommen von 32.098 USD, Frauen 22.579 USD. Das Prokopfeinkommen betrug 17.552 USD. 6,0 Prozent der Familien und 9,3 Prozent der Bevölkerung lebten unterhalb der Armutsgrenze.

## Orte im County
- Algansee
- Batavia
- Batavia Center
- Bethel
- Bronson
- Butler
- California
- Canada Shores
- Coldwater
- Crystal Beach
- East Gilead
- Gilead
- Girard
- Hatmaker
- Hodunk
- Kinderhook
- Lockwood
- Pearl Beach
- Quincy
- Ray
- Sans Souci Beach
- Sherwood
- South Butler
- Stringtown
- Union City
- West Kinderhook

Townships
- Algansee Township
- Batavia Township
- Bethel Township
- Bronson Township
- Butler Township
- California Township
- Coldwater Township
- Gilead Township
- Girard Township
- Kinderhook Township
- Matteson Township
- Noble Township
- Ovid Township
- Quincy Township
- Sherman Township
- Union Township